# Monohelea maureenae
Monohelea maureenae är en tvåvingeart som beskrevs av Meillon och Wirth 1987. Monohelea maureenae ingår i släktet Monohelea och familjen svidknott. Inga underarter finns listade i Catalogue of Life.